# Alföldi Zoltán
Alföldi Zoltán (Budapest, 1975. május 28. –) magyar televíziós műsorvezető, újságíró.

## Élete
1995-től az ELTE BTK hallgatója volt. 2003-tól a Budapesti Kommunikációs Főiskola diákja volt.
1994–1997 között a Népszabadság bel-, majd külpolitikai tudósítója, lapszerkesztője volt. 1997-2000 között a TV3-hoz került, mint külpolitikai hírszerkesztő, tudósító. 2000 márciusától augusztusig a TV2 szerkesztő-riportere, oktatója. 2000-től az RTL Klubon a Híradó hírolvasója, az Antenna című műsor műsorvezetője és főszerkesztője volt. 2005 márciusától a Házon kívül című műsor műsorvezetője. 2008-ban az ATV-hez igazolt. Forgatott már Boszniában, Marokkóban, Indonéziában, Koszovóban, Brüsszelben és Spanyolországban. 2009-ben otthagyta az ATV-t, ahol az A.Z. Ábra című műsort vezette. 2011 áprilisától az MTV Híradójának műsorvezetője, ahonnan 2012. december 13-án, azonnali hatállyal, csoportos létszámleépítés indoklással eltávolították. Helyét Szebeni István vette át.

## Magánélete
Felesége a híradós kolléganője, Sárosdy Eszter, közös gyermekük Bálint és Julcsi.

## Művei
- Valaki már öl (2003)

## Díjak, elismerések
- Robert Schuman-díj (2001)